# 勒伦巴赫
勒伦巴赫是奥地利下奥地利州霍恩县的一个市镇。总面积25.11平方公里，总人口589人，人口密度23.5人/平方公里（2005年）。